# Kgomotso Christopher
Kgomotso Christopher (nascida em 25 de março de 1979) é uma actriz sul-africana e vocalista mais conhecida pelo seu tempo em Isidingo, como Katlego Sibeko, antes de se juntar a Scandal como Yvonne. Ela também é a voz por trás do sistema de Resposta por Voz Interativa da MTN e presta serviços como Presidente Não Executivo no Conselho de Directores dos Prémios Naledi Theater.

## Educação e carreira
Kgomotso obteve o seu bacharel em Direito e Política na Universidade da Cidade do Cabo. Ela foi premiada com o Prémio Jules Kramer de Belas Artes quando se formou. Em 2004, ela ganhou um mestrado em Belas Artes especializando-se em Artes Teatrais na Columbia University, em Nova York. Ela continuou a viver e a trabalhar nos EUA e no Reino Unido até 2008. Kgomotso fez uma participação especial nas séries Madam & Eve, SOS, Backstage e Moferefere Lenyalong. Ela fez aparições em produções teatrais de Romeu e Julieta, Sonho de uma Noite de Verão, Hamlet e Dr. Faustus. Em 15 de novembro de 2018, Kgomotso revelou no Instagram que é a voz por trás do sistema de resposta de voz interactiva da MTN.

## Vida pessoal
Kgomotso é casada com Calvin Christopher.